# Alain Le Yaouanc
Ne doit pas être confondu avec Alain Yaouanc.
 (novembre 2023).
 (juillet 2008).
Alain Le Yaouanc, né le 18 mai 1940 à Alençon, est un artiste-peintre, dessinateur, sculpteur, poète, écrivain, collagiste, illustrateur, peintre de décors de théâtre. Lié au surréalisme par ses collages, ses poèmes-objets et ses écrits et par l'application de celui-ci à l'architecture.

## Biographie
Alain Le Yaouanc grandit à Rouen où ses parents s'installent en 1948. Il y effectue sa scolarité au lycée Corneille. En 1956, âgé de 16 ans, il est envoyé étudier aux États-Unis et il commence à pratiquer régulièrement le dessin. C'est à New Britain, dans le Connecticut, qu'il expose ses œuvres pour les première fois en mai 1957, où il reçoit le prix "Best one in show". S'ensuit en juin 1957 sa première exposition personnelle au Mattatuck Museum, à Waterbury, Connecticut.
De retour en France à l'issue de ce premier séjour américain, il expose à la galerie Prigent à Rouen en novembre de la même année. En 1958, il part pour New York et installe son premier atelier au no 8 avenue d'Amsterdam, à Manhattan. Il suit des cours à l'Art Students League of New York et y obtient un deuxième prix avec d'autres étudiants pour la représentation du Déjeuner des Canotiers, d'Édouard Manet, en tableau vivant. Parallèlement à ses études, il fréquente assidument le Figaro Café, haut lieu de la Beat Generation.
Appelé sous les drapeaux en 1960, il part pour l'Algérie. Démobilisé après 26 mois d'armée, il revient en métropole, tout d'abord à Rouen, puis à Paris à partir de 1965. C'est là qu'il réalise ses premiers collages et rencontre André Breton.
En mai 1965, il réalise un happening, avec Alejandro Jodorowsky, Solange Roussin-Castaldo et l'un des fils du peintre Balthus, au Festival de la Libre Expression au Centre culturel américain.
En 1967, il fait la connaissance de Patrick Waldberg qui le présente à Aimé Maeght. Alain Le Yaouanc participe l'année suivante à L'Art Vivant 1965-1968 à la Fondation Maeght, Saint-Paul-de-Vence, ainsi qu'à l'exposition Les Trésors du Surréalisme à Knokke-le-Zoute en Belgique.
C'est en décembre 1970 qu'il fait la rencontre de Louis Aragon, à l'occasion de sa deuxième exposition à la galerie Maeght. Aragon écrira pas moins de sept textes sur les œuvres de Le Yaouanc, qu'il qualifiera de "peintre d'après".
Il participe dès lors à de nombreuses expositions personnelles ou collectives à travers le monde sous l'égide des galeries Maeght, Isy Brachot, Odermatt, ou encore Carmen Martinez. Pierre Cardin l'exposera également.
Il réalise en 1973 les décors du ballet de Roland Petit, La Rose malade, inspiré par William Blake, créé à l'Opéra de Marseille.
Indépendamment du dessin, du collage, des objets ou de la gouache, la lithographie occupe une place importante dans l'œuvre d'Alain Le Yaouanc, sur près de quarante années. Certaines de ses lithographies ont été publiées sous forme d'albums, tels que Magnificat (1977) fruit d'une collaboration avec Eugène Guillevic ; Le Chemin de ronde (1977), texte et lithographies d'Alain Le Yaouanc préfacés par Louis Aragon ou encore Stone Upon Stone (1977), sur un texte de Louis Aragon.
L'architecture offre à Le Yaouanc la possibilité d'exploiter des formats moins conventionnels et il commence à s'intéresser dans les années 1980 au monumental avec de grandes marqueteries de marbre, pour lesquelles il recevra un prix d'excellence de la part de la Texas Society of Architects en 1985. Toujours en 1985, il réalise à la demande de l'UNESCO une affiche pour l'exposition Mémoires des Rues, mémoire du monde au profit du Patrimoine mondial.
Les années 1990 le verront exposer à Monaco (galerie Pastor-Gismondi) ; au Moulin de Villeneuve, exposition inaugurale de la fondation Elsa Triolet-Louis Aragon ; à l'Université de Poitiers ou encore au château de Saint-Ouen. En 1998, le conseil régional de Poitou-Charentes lui passe commande d'une grande mosaïque en marbre, pour le campus du Futuroscope.
Le Yaouanc a séjourné à de nombreuses reprises au Liban. Présent au salon Simaa 2000, One man show Alain Le Yaouanc, il expose également ses œuvres récentes (collages, dessins, gouaches, huiles) au Musée Sursock de Beyrouth. Son travail architectural sur le marbre y est apprécié et une œuvre monumentale en marbre intitulée L'Unité est inaugurée au palais de Baabda le 20 novembre 2000 par le président Émile Lahoud. Alain Le Yaouanc est décoré à cette occasion du Mérite national Libanais. C'est toujours au Liban que le dernier texte inédit de Louis Aragon, La Petite Phrase, portant sur les collages d'Alain Le Yaouanc, est publié pour la première fois par la Banque de la Méditerranée en 2001.
En 2010, Alain Le Yaouanc participe à l'exposition « Aragon et l'art moderne » qui se tient au musée de la Poste à Paris.
En février 2016, lors de la biennale de Marrakech (Maroc), il réalise une exposition de certaines œuvres de jeunesse.
Plusieurs articles de presse ont été consacrés à une saisie contestée de l'atelier d'Alain Le Yaouanc en 1999 (vente à Drouot les 20 et 22 juillet 1999) au titre desquels Le Figaro, L'Humanité et Marianne.

## Principales expositions et performances
- 1957 : en mai, Side Walk Art Show, exposition de groupe, New Britain (Connecticut) ; en juin, exposition de dessins, petite galerie du Mattatuck Museum, Waterbury (Connecticut) ; en novembre, galerie Prigent, Rouen.
- 1965 : le 24 mai, happening, Festival de la Libre Expression, Centre culturel américain.
- 1968 : du 13 avril au 30 juin, exposition L’Art Vivant 1965-1968, Fondation Maeght, Saint-Paul-de-Vence ; du 30 juin au 9 septembre, exposition Trésors du surréalisme, organisée par L’Association française d’Action artistique (dir. Patrick Waldberg et Roger Nellens), Knokke-Le-Zoute.
- 1969 : en février, première exposition personnelle à la galerie Maeght, Paris ; du 21 au 29 juillet, IVème festival international de musique et d’art contemporain, Fondation Maeght, Saint-Paul-de-Vence ; du 31 octobre au 29 novembre, exposition de groupe Signes d’un renouveau surréaliste, galerie Isy Brachot, Bruxelles.
- 1970 : exposition au Centre culturel d’Amiens ; exposition au Centre culturel de Rennes ; en décembre, deuxième exposition à la galerie Maeght, Paris ; exposition Grandes éditions originales illustrées, galerie Maeght, Paris.
- 1971 : du 13 juillet au 30 septembre, exposition de groupe Agora 1 organisée par la galerie Maeght, Ancienne Douane, Strasbourg.
- 1972 : du 14 janvier au 5 février, exposition de groupe Art sans frontières VII, galerie Isy Brachot, Bruxelles ; 5ème biennale d’art, Ibiza ; exposition Peinture et sculpture, Centre culturel Gérard Philippe, Brétigny-sur-Orge ; de novembre à décembre, exposition L’estampe et le surréalisme du xve au xxe siècle, galerie Vision Nouvelle, Paris.
- 1973 : en janvier, il réalise les décors du ballet La Rose malade, de Roland Petit ; du 2 février au 19 mars, Palais des arts et de la culture, Brest.
- 1974 : du 26 janvier au 3 février, FIAC, Paris ; du 27 avril au 16 juin, galerie Haaken, Oslo ; du 19 au 23 juin 1974, Art Basel, avec la galerie Hervé Odermatt ; du 26 juin au 30 septembre, dixième Biennale internationale d’art de Menton.
- 1975 : du 11 janvier au 2 février, exposition Travaux publics, équipements du mieux-être, Musée de Picardie, Amiens.
- 1976 : Centre International de Réflexions sur le Futur, fondation Claude Nicolas Ledoux, Arc-et-Senans ; Galerie Carmen Martinez, Paris.
- 1979 : FIAC, présenté par la Galerie Carmen Martinez ; Centre International de Rencontres Sophia-Antipolis, Valbonne.
- 1981 : exposition de travaux architecturaux au Festival français, Abu Dhabi ; invité d'honneur du Salon de Rouen, Musée des beaux-arts.
- 1982 : Cabinet Idéal d'un Amateur, 93e Salon des indépendants, Grand Palais, organisé par Pierre Cardin ; exposition Aragon et son siècle de peintre, La Courneuve.
- 1984 : réalise de nombreuses expositions destinées aux mosaïques de marbre et expose deux marqueteries monumentales à Art Expo, Dallas ; du 4 août 30 août, 17ème salon de peinture de Camaret-sur-Mer ; Maison de la Culture, Metz, exposition de peintures collages et lithographies, présentée par Lionel Ray.
- 1985 : exposition à Dallas, les 31 octobre et 1er novembre 1985. Cette exposition présente les travaux architecturaux d’Alain Le Yaouanc ; affiche pour l'exposition Mémoires des Rues, mémoire du monde au profit du Patrimoine mondial, UNESCO.
- 1992 : du 24 septembre au 24 octobre, exposition d’œuvres récentes, galerie Pastor-Gismondi, Monaco.
- 1994 : octobre-novembre, exposition inaugurale, Fondation Elsa Triolet-Aragon, Moulin de Villeneuve, Saint-Arnoult-en-Yvelines.
- 1996 : Université de Poitiers ; rétrospective, Château de Saint-Ouen.
- 1998 : réalisation d'une mosaïque monumentale en marbre, Université de Poitiers.
- 1999 : exposition Petites Baies et Grandes Fenêtres, galerie d'art du Conseil général des Bouches-du-Rhône, Aix-en-Provence.
- 2000 : exposition de groupe Leihoa artean / La ventana en el arte, Fundación BBK, Bilbao ; en mai, One man show Alain Le Yaouanc, Salon Simaa, Beyrouth ; en novembre, inauguration d'une fresque monumentale en marbre devant le palais présidentiel, Liban.
- 2001 : exposition Acte sud sur le thème du bouquet, galerie d'art du Conseil général des Bouches-du-Rhône, Aix-en-Provence ; décembre, Œuvres récentes, 1996 - 2001, galerie Jean Louis Danant, Paris ; Œuvres récentes, galerie Vision Nouvelle, sous le Haut Patronage de son Excellence M. Ghassan Salamé, Beyrouth ; salon du livre de Beyrouth, présentation de La Petite Phrase (Le Yaouanc / Aragon).
- 2010 : d'avril à septembre, exposition Aragon et l’art moderne, L’Adresse Musée de La Poste, Paris.
- 2023 : du 1er au 28 février 2023, exposition Lithographies, Galerie Agnès Nord, Paris 6ème
- 2023 : du 8 juin au 8 juillet 2023, exposition Dessins originaux, Collages, Galerie Agnès Nord, Paris 6ème
- 2023 : du 14 décembre au 27 janvier 2024, exposition Collages, Galerie Agnès Nord, Paris 6ème

## Prix
- 1985 : Award for design excellence par la Texas Society of Architects (en), récompensant son travail architectural.

## Galerie

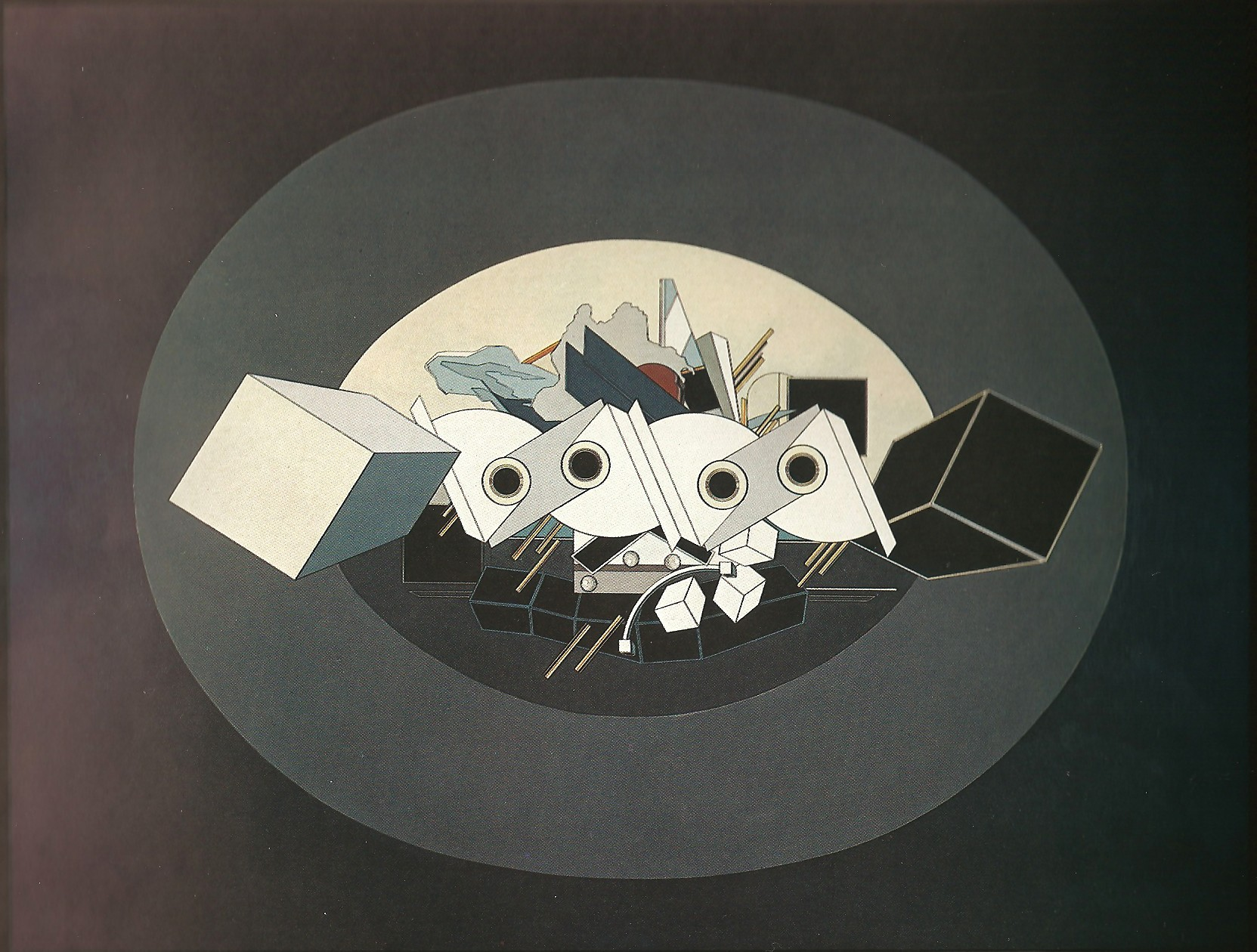
Deux cubes dans un périmètre (1972), huile sur toile, coll. particulière.
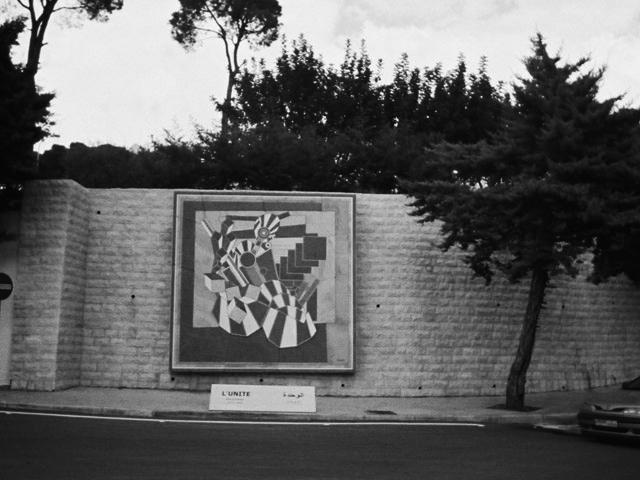
L'Unité (2000), marbre monumental, Palais présidentiel de Baabda (Liban).
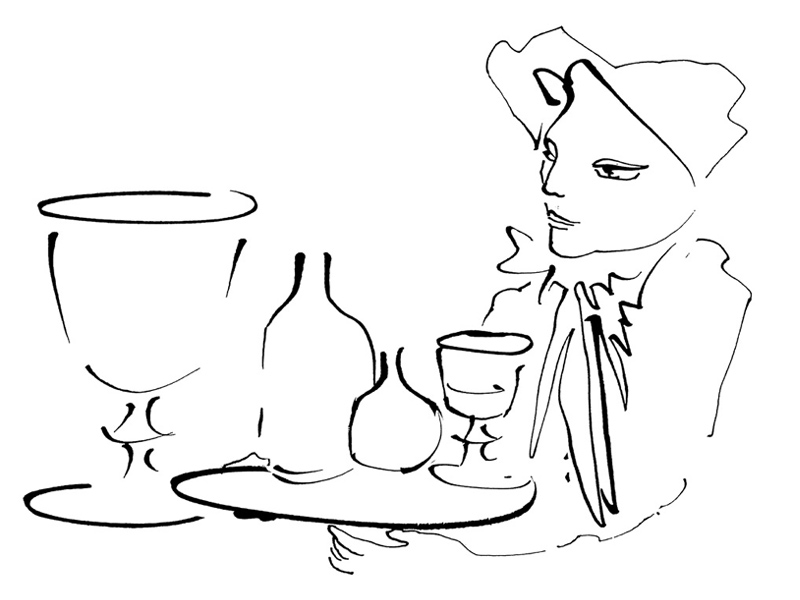
Dessin à l'encre de Chine, 2006 (21 × 29,7).

## Musées et collections publiques
- Musée Laurier, Victoriaville (Canada).
- Fondation Maeght, Saint-Paul-de-Vence (France).

## Pour approfondir